# جورج براون (عالم رسم الخرائط)
جورج براون (بالألمانية: Georg Braun)‏ هو جغرافي ألماني، ولد في 1542 في كولونيا في ألمانيا، وتوفي بنفس المكان في 10 مارس 1622.